# Могучие рейнджеры (телесериал, 1993)
«Могучие рейнджеры» (англ. Mighty Morphin Power Rangers) — сага, включающая в себя первые три сезона сериала «Могучие рейнджеры».В качестве основы сезонов саги были взяты шестнадцатый, семнадцатый и восемнадцатый сезоны японского телесериала «Super Sentai». «Отряд Динозавров — Зюрейнджеры», «Отряд Пяти Звезд — Дайрейнджеры» и «Отряд Ниндзя — Какурейнджеры» соответственно. Костюмы Рейнджеров из сезона в сезон оставались одними и теми же, менялись только Зорды Рейнджеров и добавлялись новые злодеи. Впервые был показан на канале «Fox Kids».
Частью сериала также является художественный фильм «Могучие морфы: Рейнджеры силы», выпущенный 20th Century Fox 30 июня 1995 года. В 2010 году вышла новая версия первого сезона, с новыми визуальными эффектами и начальными титрами. 19 апреля 2023 года выходит специальный выпуск «Могучие Рейнджеры: Однажды и навсегда», который будет посвещён тридцатилетию сериала. К своим ролям вернутся Стив Карденас, Уолтер Эмануэль Джонс, Джонни Йонг Бош, Дэвид Йост, Каран Эшли и Кэтрин Сазерленд.

## Сюжет

### Первый сезон (1993—1994)
Сериал разворачивается в вымышленном городе Энджел Гроув, штат Калифорния. Во время исследовательской миссии два астронавта обнаруживают инопланетный контейнер (который из-за запаха называют мусорным) и вскрывают его, непреднамеренно освобождая злую инопланетную волшебницу Риту Репульсу из 10 000 лет заключения. После освобождения она и её армия злых космических пришельцев нацеливаются на завоевание ближайшей планеты — Земли. Мудрый пришелец Зордон, который был ответственен за захват Риты, но сам попавший во временную ловушку, узнаёт о её освобождении и приказывает своему помощнику-роботу Альфа 5 выбрать пятерых «сверхэмоциональных подростков», чтобы защитить Землю от атак Риты. Пять выбранных подростков — Джейсон Ли Скотт, Кимберли Харт, Зак Тейлор, Трини Кван и Билли Крэнстон. Зордон дает им возможность превратиться в мощную боевую команду, известную как Могучие Рейнджеры, предоставляя им арсенал оружия, а также колоссальные штурмовые машины под названием Зорды, которые могут объединиться в гигантскую гуманоидную машину, известную как Мегазорд.
Сериал начинается со сражением пяти подростков против Риты и её, казалось бы, бесконечного множества монстров, а также типичных подростковых проблем и столкновениями с местными хулиганами Балком и Скаллом. Однако последовательные неудачи побуждают Риту применить новый метод завоевания Земли и уничтожения Могучих Рейнджеров — нападая на них одним из своих. Используя свою магию, Рита похищает и промывает мозги местному подростку, вничью сразившимся с Джейсоном на соревнованиях по боевым искусствам, проводимых в Энджел Гроув. Новый подросток, Томми Оливер, проходит испытания Риты, становясь Зелёным Рейнджером. Вверенный Мечу Тьмы Риты, источнику продолжения злого заклинания, жертвой которого он стал, Томми опасно приближается к победе над Рейнджерами, особенно когда Рита вызывает солнечное затмение, истощающее силу Мегазорда. Тем не менее Зелёный Рейнджер в конечном счете побежден, а Меч Тьмы уничтожен Джейсоном. Свободный от заклинания Риты, Томми решает использовать свои способности Зелёного Рейнджера, чтобы помогать другим Рейнджерам победить зло, создавшее его. Его Зорд, Драконзорд, перенастроен так, чтобы иметь возможность состыковываться вместе с другими Динозордами, а позже в объединении с Титанусом сформировать Ультразорда — ультимативную боевую комбинацию Зордов.
Со временем Рита сосредотачивается на том, чтобы уничтожить Томми, чтобы вернуть силы, которые, по её мнению, принадлежат ей. Используя специальный воск, которого Томми коснулся, когда был злым, Рита использует волшебную Зелёную Свечу, чтобы медленно удалять силы Томми, возвращая их ей. В конце концов, Томми теряет свои способности, но, чтобы они не достались Рите, передаёт их Джейсону, который, чувствуя вину за неспособность защитить силы Томми, принимает их. Однако позже Томми возвращается в команду, когда рейнджеры обменивают Медальоны Силы на своих похищенных родителей. С помощью Зордона Томми восстанавливает свои силы и возвращает Медальоны Силы других Рейнджеров. Тем не менее новые силы Томми всё ещё иссякают и должны часто перезаряжаться Зордоном, который предупреждает, что в конечном итоге Томми лишится их полностью. Несмотря на это, Томми по-прежнему полон решимости продолжать помогать другим рейнджерам как можно дольше.
Изначально в первом сезоне должно было быть 40 серий. 40-я серия задумывалась как заключительная, где Риту и её банду, в соответствии с японским оригиналом, сажали в специальный кувшин-урну и отправляли блуждать по космосу, после чего рейнджеры единогласно принимали решение отказаться от своей силы, поскольку Земле больше не грозит опасность. Однако высокий рейтинг сериала заставил продюсеров отказаться от завершения и финал 40-й серии был перемонтирован, переснят и переозвучен так, чтобы выходило, будто Рита потерпела очередное поражение — примечательно, что когда в финальной сцене Зордон и рейнджеры обсуждают текущее положение дел, то о Рите они говорят так, словно она больше не представляет для них угрозы. После этого в трансляции сериала был взят перерыв на четыре месяца, в течение которого Saban смонтировал три серии (41, 42 и 44) на основе не использованного материала из японского оригинала, в то время как японский правообладатель Toei и компания Rainbow Productions, которая изготавливала костюмы монстров, сняли сцены боёв рейнджеров с 28 новыми монстрами, которые были придуманы специально для американского продолжения первого сезона и ни в одном сезоне японского оригинала не демонстрировались. Из этих 28 сцен Saban смонтировал ещё 18 серий к первому сезону и первые 10 серий второго сезона.

### Второй сезон (1994—1995)
Лорд Зедд, начальник Риты, прибывает в Лунный дворец Риты, где занимает её место и снова бросает колдунью в космический мусорный контейнер. Затем он начинает свою собственную кампанию по завоеванию Земли. Чтобы Могучие Рейнджеры конкурировали с монстрами Зедда, которые превосходят монстров, созданных Финстером для Риты, Зордон и Альфа превращают Динозордов в более могущественных Громозордов (которые объединяются в Громовой Мегазорд). Тем не менее Томми вынужден по-прежнему управлять Драконзордом, так как ещё слишком слаб, чтобы поддерживать новый Зорд боеспособным.
После нескольких поражений атаки Зедда на Рейнджеров постепенно становятся более жестокими. Он сосредотачивает свое внимание на устранении Томми, передачу которому Медальона Силы Дракона считает самой большой ошибкой Риты. Силы Зелёного Рейнджера быстро деградировали, но усилия Зедда ускорили процесс. В конце концов он лишает Томми сил специальным Зелёным Кристаллом, который также усиливает Тёмных Рейнджеров Зедда, но когда Томми разбивает его, силы Тёмных Рейнджеров возвращаются обычным Рейнджерам. Тем не менее Зедду, наконец, удаётся захватить силы Зелёного Рейнджера (которые Рита позже использует, чтобы дать возможность клону Томми сражаться с Рейнджерами, прежде чем вернуть его ещё раз). После потери сил Зелёного Рейнджера Зордон и Альфа тайно создают нового Белого Рейнджера, чтобы помочь другим рейнджерам в бою. Белым рейнджером, как выяснилось, является Томми, который, кроме того, получает новый Зорд, Тигрозорд, а также становится новым лидером Могучих Рейнджеров (заменяя Джейсона).
Во время испытаний команд ниндзя в Энджел Гроув Рейнджеры подружились с тремя подростками из Стоун Каньона: Рокки Де Сантосом, Адамом Парком и Айшей Кэмпбелл. Во время последовавшей битвы с Зеддом и магическим змеем Рокки, Адам и Аиша обнаруживают личности рейнджеров, и, так как сам Зордон доверил им их секрет, три новичка становятся союзниками рейнджеров.
Позже эта встреча становится как нельзя кстати: Джейсон, Зак и Трини были выбраны представлять Энджел Гроув на Всемирном саммите молодёжи в Женеве, Швейцария, и Рейнджеры столкнулись с задачей поиска преемников. Чтобы передать силы Красного, Чёрного и Жёлтого Рейнджеров, они должны найти Меч Света, который находится на Пустынной Планете. Зедд преследует их по всей галактике в Серпентере, его огромном личном Зорде, и уничтожает большую часть Пустынной Планеты. Это растрачивает силу Серпентера зря, и рейнджеры благополучно возвращаются на Землю с Мечом Света. Затем Зордон выбирает Рокки, Адама и Айшу вместо Джейсона, Зака и Трини в качестве Красного, Чёрного и Жёлтого Рейнджеров, соответственно.
Незадолго до этого, но уже после становления Томми Белым Рейнджером Рита вернулась на Землю и попала в руки Балка и Скалла, но Рейнджеры отправили её обратно в космос. Позже, пока рейнджеры в Австралии, она возвращается на Луну и с помощью Финстера получает особый «макияж», чтобы обрести более молодое и «красивое» лицо. Затем она использует любовное зелье на Зедде, который глубоко спит во время своего столетнего повторного зла, и он влюбляется в неё, когда просыпается. Они женятся и, таким образом, объединяют свои силы, чтобы создать ещё более страшную угрозу для рейнджеров, но даже это не может подготовить их к предстоящему.

### Третий сезон (1995)
Рито Револьто, скелетоподобный брат Риты, приходит на Землю и с помощью группы монстров уничтожает Громозорды и Тигрозорда Рейнджеров. В результате Динозорды также уничтожены, а Медальоны Силы повреждены и не подлежат восстановлению. Но даже это не заставило Могучих Рейнджеров сдаться — они ищут помощи Ниндзора, предполагаемого создателя Медальонов Силы, который дает им новые Медальоны Силы Ниндзя, снабжая их ещё более могущественными Ниндзя Зордами (которые объединяются в Ниндзя Мегазорд) и Соколзордом.
Австралийская девушка по имени Кэтрин Хиллард переезжает в Энджел Гроув. Она дружит с Кимберли и демонстрирует сильную привязанность к Томми. Позже выясняется, что Рита захватила Кэт и подвергла её мощному заклинанию, что дало ей возможность превратиться в обычную кошку, а также в похожего на кошку монстра. Под этим заклинанием она крадет Медальон Ниндзя Кимберли, значительно ослабляя и почти убивая Розового Рейнджера, чья жизненная сила, как и у других Ниндзя Рейнджеров, связана с её Медальоном Ниндзя. Именно в это время Рейнджеры приобретают своих самых могущественных Зордов: Сёгунзордов (которые объединяются в Сёгун Мегазорд). В конце концов, Кэт преодолевает злые чары Риты и возвращает Кимберли её Медальон Ниндзя. Вскоре после этого Кимберли получает шанс осуществить свои личные спортивные мечты. С благословения Зордона она отправляется тренироваться на Пан-глобальные Игры, выбирая Кэт своей преемницей как Розового Рейнджера. Хотя её первоначальный страх и нерешительность мешают ей внести полноценный вклад в борьбу со злом, Кэт в конце концов становится готовой выполнять свой долг как Рейнджер.
После ещё нескольких сражений к Зедду и Рите присоединяется отец Риты, Король Зол. После его неудачных попыток победить Рейнджеров он отматывает время, превращая Рейнджеров в беспомощных детей. Эти события завершаются в мини-сериале «Морские Рейнджеры с планеты Аквитар» и приводят к следующему воплощению франшизы под названием «Могучие Рейнджеры: Зео».

## Персонажи

### Главные роли
| Актёр/Актриса         | Персонаж                                         | Появление в сезонах | Появление в сезонах | Появление в сезонах |         |
| Актёр/Актриса         | Персонаж                                         | 1                   | 2                   | 3                   | Эпизоды |
| --------------------- | ------------------------------------------------ | ------------------- | ------------------- | ------------------- | ------- |
| Остин Сент - Джон     | Джейсон Ли Скотт / Красный рейнджер              | 60                  | 21                  |                     | 81      |
| Эми Джо Джонсон       | Кимберли Харт/ Розовый рейнджер                  | 60                  | 52                  | 25                  | 137     |
| Дэвид Йост            | Билли Крэнстон/ Синий рейнджер                   | 60                  | 52                  | 43                  | 155     |
| Туи Транг             | Тринни Кван / Жёлтый рейнджер                    | 60                  | 21                  |                     | 81      |
| Уолтер Эмануэль Джонс | Зак Тейлор / Чёрный рейнджер                     | 60                  | 21                  |                     | 81      |
| Ричард Стивен Хорветц | Альфа 5                                          | 60                  | 52                  | 43                  | 155     |
| Пол Шриер             | Толстый                                          | 60                  | 51                  | 42                  | 153     |
| Джейсон Нарви         | Тонкий                                           | 60                  | 51                  | 42                  | 153     |
| Барбара Гудсон        | Рита Репульса (голос)                            | 60                  | 37                  | 43                  | 140     |
| Дэвид Дж Филдинг      | Зордон                                           | 54                  | 52                  | 43                  | 148     |
| Джейсон Дэвид Фрэнк   | Томми Оливер / Зелёный рейнджер / Белый рейнджер | 30                  | 52                  | 43                  | 125     |
| Стивен Карденас       | Рокки ДеСантос / Красный рейнджер                |                     | 31                  | 43                  | 74      |
| Каран Эшли            | Айша Кэмпбелл / Жёлтый рейнджер                  |                     | 31                  | 43                  | 74      |
| Джонни Йонг Бош       | Адам Парк / Чёрный рейнджер                      |                     | 31                  | 43                  | 74      |
| Кэтрин Сазерлэнд      | Кэтрин Кэт Хиллард / Розовый рейнджер            |                     |                     | 27                  | 27      |
| Всего эпизодов        | Всего эпизодов                                   | 60                  | 52                  | 43                  | 155     |

### Союзники и прочие персонажи
- Мисс Эпплби — учитель в средней школе Энджел Гроув. Роль играет Ройс Херрон.
- Анжела — девушка привязанности Зака. Роль играет Рене Григгс.
- Джером Стоун — лейтенант полиции в отделении полиции Энджел Гроув. Роль играет Грег Буллок.
- Принц Декс — Наездник в Маске, воин с родной планеты Альфы Эденой, возглавляющий движение сопротивления против своего безжалостного диктатора графа Дрегона, знакомого и соперника лорда Зедда. Роль играет Тед Джан Робертс.
- Ниндзор — создатель оригинальных Медальонов Силы и Динозордов, которые использовались оригинальными Могучими Рейнджерами. Роль играет Хидеаки Кусака, озвучивает Ким Штраус.
- Альфа 4 — предшественник Альфы 5, который имеет точно такой же голос и дизайн кузова, за исключением того, что желтые огни на его нагруднике с обеих сторон молнии находятся чуть дальше друг от друга. Роль озвучивает Ричард Стивен Хорвиц
- Рейнджеры Дикого Запада — предки Рокки, Адама, Аиши и Билли со Старого Запада, которые временно получают силы Рейнджеров. Роль играют Стив Карденас (Рокки), Джонни Янг Бош (Адам), Каран Эшли (Аиша) и Дэвид Йост (Билли).

### Антагонисты
- Рита Репульса — одна из главных антагонистов. Межгалактическая колдунья, стремящаяся контролировать Вселенную. Роль играют Мачико Сога и Карла Перес, озвучивает Барбара Гудсон.
- Голдар — силовик Риты, лицемерный и гнусный. Роль озвучивает Керриган Махан.
- Скватт и Бабу — дуэт несообразительных приспешников. Роль озвучивают Майкл Джон Сорич и Колин Филлипс.
- Финстер — руководитель мастерской по созданию монстров. Роль озвучивает Роберт Аксельрод.
- Скорпина — женщина— скорпион, наряду с Голдаром является одной из безжалостных и опасных воинов Риты. Роль играет Ами Каваи, озвучивает Венди Ли.
- Злые Могучие Рейнджеры.
- Рейнджеры — мутанты.
- Локар — могущественный чародей, старый друг Риты. Роль играет Масахико Урано, озвучивает Роберт Аксельрод.
- Лорд Зедд — покровитель Риты и её последователей. Роль играет Эдвин Нил, озвучивает Роберт Аксельрод.
- Рито Револьто — младший брат Риты. Роль играет Дэнни Уэйн Столлкап, озвучивает Боб Папенбрук.
- Мастер Зол — отец Риты Репульсы и Рито Револьто, правитель Галактики М—51. Роль озвучивает Саймон Прескотт.
- Серый Патруль — основные пехотинцы Риты Репульсы.
  - Супер Серый Патруль — усиленная версия Серого Патруля.
  - Зет— Патруль — пехотинцы Лорда Зедда. Они гораздо сильнее Серого Патруля Риты, но есть один изъян — если ударить в букву Z на груди, они развалятся.
  - Воины Тенги — новые пехотинцы Риты Репульсы и Лорда Зедда, самые злобные воины во Вселенной.

## Эпизоды

### Первый сезон (1993—1994)
| № общий | № в сезоне | Название                                                                                    | Режиссёр           | Автор сценария                                | Дата премьеры    |
| ------- | ---------- | ------------------------------------------------------------------------------------------- | ------------------ | --------------------------------------------- | ---------------- |
| 1       | 1          | «Мусорные беглецы» «Day of the Dumpster»                                                    | Адриан Карр        | Тони Оливер и Шуки Леви                       | 28 августа 1993  |
| 2       | 2          | «Дай пять» «High Five»                                                                      | Адриан Карр        | Стив Крамер                                   | 7 сентября 1993  |
| 3       | 3          | «Быть одной командой» «Teamwork»                                                            | Роберт Хьюз        | Шерил Сабан                                   | 8 сентября 1993  |
| 4       | 4          | «Проблемы с весом» «A Pressing Engagement»                                                  | Адриан Карр        | Джефф Декман и Ронни Спелинг                  | 9 сентября 1993  |
| 5       | 5          | «Звуки музыки» «Different Drum»                                                             | Джефф Рейнер       | Джулианна Клемм                               | 10 сентября 1993 |
| 6       | 6          | «Бой едой» «Food Fight»                                                                     | Роберт Хьюз        | Шерил Сабан                                   | 4 сентября 1993  |
| 7       | 7          | «Старшие сестры» «Big Sisters»                                                              | Джефф Рейнер       | Гари Гласберг и Шуки Леви                     | 30 сентября 1993 |
| 8       | 8          | «А у нас супер глаз» «I, Eye Guy»                                                           | Дэвид Блит         | Стюарт Ст. Джон                               | 14 сентября 1993 |
| 9       | 9          | «Не лезь в бутылку» «For Whom the Bell Trolls»                                              | Роберт Хьюз        | Джефф Декман, Ронни Спелинг и Стюарт Ст. Джон | 15 сентября 1993 |
| 10      | 10         | «С днем рожденья, Зак» «Happy Birthday, Zack»                                               | Джефф Рейнер       | Стюарт Ст. Джон                               | 16 сентября 1993 |
| 11      | 11         | «Клоунада» «No Clowning Around»                                                             | Адриан Карр        | Марк Хоффмейер                                | 17 сентября 1993 |
| 12      | 12         | «Могучие Рейнджеры хулиганы» «Power Ranger Punks»                                           | Дэвид Блит         | Марк Хоффмейер                                | 20 сентября 1993 |
| 13      | 13         | «Мир, дружба, мадам Во» «Peace, Love and Woe»                                               | Роберт Хьюз        | Джулианна Клемм                               | 21 сентября 1993 |
| 14      | 14         | «Нечестная игра на высоте» «Foul Play in the Sky»                                           | Шуки Леви          | Шуки Леви                                     | 22 сентября 1993 |
| 15      | 15         | «Тёмный воин» «Dark Warrior»                                                                | Теренс Х. Уинклесс | Джефф Декман, Ронни Спелинг и Марк Хоффмейер  | 28 сентября 1993 |
| 16      | 16         | «Перемены мест» «Switching Places»                                                          | Джефф Рейнер       | Шуки Леви и Стив Крамер                       | 4 октября 1993   |
| 17      | 17         | «Зелёный и злой. Часть 1 - Неконтролируемый» «Green with Evil, Part I: Out of Control»      | Роберт Хьюз        | Гари Гласберг и Стюарт Ст. Джон               | 5 октября 1993   |
| 18      | 18         | «Зелёный и злой. Часть 2 - Битва Джейсона» «Green with Evil, Part II: Jason's Battle»       | Роберт Хьюз        | Том Уайнер, Шерил Сабан и Стюарт Ст. Джон     | 6 октября 1993   |
| 19      | 19         | «Зелёный и злой. Часть 3 - Спасение» «Green with Evil, Part III: The Rescue»                | Роберт Хьюз        | Марк Райан и Стюарт Ст. Джон                  | 7 октября 1993   |
| 20      | 20         | «Зелёный и злой. Часть 4 - Похищение зордов» «Green with Evil, Part IV: Eclipsing Megazord» | Роберт Хьюз        | Синди МакКей и Стюарт Ст. Джон                | 8 октября 1993   |
| 21      | 21         | «Зелёный и злой. Часть 5 - Снятие заклятия» «Green with Evil, Part V: Breaking the Spell»   | Роберт Хьюз        | Гари Гласберг и Стюарт Ст. Джон               | 9 октября 1993   |
| 22      | 22         | «Проблемы с Шеллшлок» «The Trouble with Shellshock»                                         | Дэвид Блит         | Стюарт Ст. Джон и Джулианна Клемм             | 11 октября 1993  |
| 23      | 23         | «Крохотный паук» «Itsy Bitsy Spider»                                                        | Роберт Хьюз        | Стив Крамер                                   | 12 октября 1993  |
| 24      | 24         | «Цветочная платформа» «The Spit Flower»                                                     | Дэвид Блит         | Пегги Николл                                  | 19 октября 1993  |
| 25      | 25         | «Жизнь — маскарад» «Life's a Masquerade»                                                    | Роберт Хьюз        | Шерил Сабан                                   | 30 октября 1993  |
| 26      | 26         | «Ганг Хо!» «Gung Ho!»                                                                       | Роберт Хьюз        | Марк Хоффмейер                                | 25 октября 1993  |
| 27      | 27         | «Колесо неудач» «Wheel of Misfortune»                                                       | Теренс Х. Уинклесс | Марк Райан и Шерил Сабан                      | 1 ноября 1993    |
| 28      | 28         | «Остров иллюзий. Часть 1» «Island of Illusion, Part I»                                      | Теренс Х. Уинклесс | Крис Шун и Шуки Леви                          | 2 ноября 1993    |
| 29      | 29         | «Остров иллюзий. Часть 2» «Island of Illusion, Part II»                                     | Теренс Х. Уинклесс | Стюарт Ст. Джон,Крис Шун и Шуки Леви          | 3 ноября 1993    |
| 30      | 30         | «Каменный метеор» «The Rockstar»                                                            | Теренс Х. Уинклесс | Пегги Николл                                  | 4 ноября 1993    |
| 31      | 31         | «Спокойствие Кимберли» «Calamity Kimberly»                                                  | Теренс Х. Уинклесс | Том Уайнер и Джулианна Клемм                  | 5 ноября 1993    |
| 32      | 32         | «Рождение звезды» «A Star is Born»                                                          | Теренс Х. Уинклесс | Шерил Сабан                                   | 15 ноября 1993   |
| 33      | 33         | «Яичница!» «The Yolk's on You!»                                                             | Теренс Х. Уинклесс | Шерил Сабан                                   | 16 ноября 1993   |
| 34      | 34         | «Зелёная свеча. Часть 1» «The Green Candle, Part I»                                         | Роберт Хьюз        | Марк МакКэйн и Стюарт Ст. Джон                | 17 ноября 1993   |
| 35      | 35         | «Зелёная свеча. Часть 2» «The Green Candle, Part II»                                        | Роберт Хьюз        | Гари Гласберг и Стюарт Ст. Джон               | 18 ноября 1993   |
| 36      | 36         | «Братья по разуму» «Birds of a Feather»                                                     | Роберт Хьюз        | Джулианна Клемм                               | 22 ноября 1993   |
| 37      | 37         | «Субботник» «Clean-Up Club»                                                                 | Теренс Х. Уинклесс | Марк Хоффмейер                                | 23 ноября 1993   |
| 38      | 38         | «Кривое отражение» «A Bad Reflection on You»                                                | Роберт Хьюз        | Пегги Николл                                  | 27 ноября 1993   |
| 39      | 39         | «Судный день. Часть 1» «Doomsday, Part I»                                                   | Теренс Х. Уинклесс | Стюарт Ст. Джон                               | 29 ноября 1993   |
| 40      | 40         | «Судный день. Часть 2» «Doomsday, Part II»                                                  | Теренс Х. Уинклесс | Стюарт Ст. Джон                               | 30 ноября 1993   |
| 41      | 41         | «Семя зла» «Rita's Seed of Evil»                                                            | Роберт Хьюз        | Стюарт Ст. Джон                               | 7 февраля 1994   |
| 42      | 42         | «Поросёнок с сюрпризом» «A Pig Surprise»                                                    | Роберт Хьюз        | Шуки Леви и Дуглас Слоун                      | 8 февраля 1994   |
| 43      | 43         | «Рыбный день» «Something Fishy»                                                             | Роберт Хьюз        | Шерил Сабан                                   | 9 февраля 1994   |
| 44      | 44         | «Львы и бури» «Lions & Blizzards»                                                           | Роберт Хьюз        | Шелл Даниэльсон                               | 10 февраля 1994  |
| 45      | 45         | «Кристалл кошмаров» «Crystal of Nightmares»                                                 | Роберт Хьюз        | Шуки Леви и Дуглас Слоун                      | 14 февраля 1994  |
| 46      | 46         | «Избавиться от Лока или сбежать» «To Flea or Not to Flee»                                   | Теренс Х. Уинклесс | Дуглас Слоун                                  | 15 февраля 1994  |
| 47      | 47         | «Эра медуз» «Reign of the Jellyfish»                                                        | Теренс Х. Уинклесс | Стюарт Ст. Джон                               | 16 февраля 1994  |
| 48      | 48         | «Проклятие Богомола» «Plague of the Mantis»                                                 | Теренс Х. Уинклесс | Марк Хоффмейер                                | 17 февраля 1994  |
| 49      | 49         | «Возвращение старого друга. Часть 1» «Return of an Old Friend, Part I»                      | Уорт Китер         | Шелл Даниэльсон                               | 28 февраля 1994  |
| 50      | 50         | «Возвращение старого друга. Часть 2» «Return of an Old Friend, Part II»                     | Уорт Китер         | Шелл Даниэльсон                               | 1 марта 1994     |
| 51      | 51         | «Грамбл Би» «Grumble Bee»                                                                   | Джон Стюарт        | Шерил Сабан                                   | 28 апреля 1994   |
| 52      | 52         | «Одна голова хорошо, а две лучше» «Two Heads Are Better Than One»                           | Джон Стюарт        | Марк Хоффмейер                                | 29 апреля 1994   |
| 53      | 53         | «Пернатые игры» «Fowl Play»                                                                 | Джон Стюарт        | Пегги Николл                                  | 2 мая 1994       |
| 54      | 54         | «Пан или пропал» «Trick or Treat»                                                           | Уорт Китер         | Дэниел Дж. Сарнофф и Эллен Левай-Сарнофф      | 3 мая 1994       |
| 55      | 55         | «Ещё один шанс» «Second Chance»                                                             | Уорт Китер         | Марк Литтон                                   | 4 мая 1994       |
| 56      | 56         | «Непримиримые трагедии» «On Fins and Needles»                                               | Уорт Китер         | Дуглас Слоун                                  | 5 мая 1994       |
| 57      | 57         | «Вперед… Лиззинатор» «Enter... The Lizzinator»                                              | Уорт Китер         | Стюарт Ст. Джон                               | 6 мая 1994       |
| 58      | 58         | «Футбольная лихорадка» «Football Season»                                                    | Теренс Х. Уинклесс | Шерил Сабан                                   | 9 мая 1994       |
| 59      | 59         | «Рейнджеры мутанты» «Mighty Morphin' Mutants»                                               | Теренс Х. Уинклесс | Дуглас Слоун                                  | 16 мая 1994      |
| 60      | 60         | «Суп из устриц» «An Oyster Stew»                                                            | Теренс Х. Уинклесс | Шелл Даниэльсон                               | 23 мая 1994      |

### Второй сезон (1994—1995)
| № общий | № в сезоне | Название                                                                         | Режиссёр           | Автор сценария                           | Дата премьеры                                              |
| ------- | ---------- | -------------------------------------------------------------------------------- | ------------------ | ---------------------------------------- | ---------------------------------------------------------- |
| 61      | 1          | «Возвращение. Часть 1» «The Mutiny, Part I»                                      | Шуки Леви          | Шуки Леви и Шелл Даниэльсон              | 21 июля 1994 (прайм-тайм) 3 сентября 1994 (будний день)    |
| 62      | 2          | «Возвращение. Часть 2» «The Mutiny, Part II»                                     | Шуки Леви          | Шуки Леви и Шелл Даниэльсон              | 29 июля 1994 (прайм-тайм) 10 сентября 1994 (будний день)   |
| 63      | 3          | «Возвращение. Часть 3» «The Mutiny, Part III»                                    | Шуки Леви          | Шуки Леви и Шелл Даниэльсон              | 5 августа 1994 (прайм-тайм) 12 сентября 1994 (будний день) |
| 64      | 4          | «Кто хочет стать Рейнджером» «The Wanna-Be Ranger»                               | Джон Стюарт        | Эллен Левай-Сарнофф и Дэниел Дж. Сарнофф | 13 сентября 1994                                           |
| 65      | 5          | «Мозги из теста» «Putty on the Brain»                                            | Джон Стюарт        | Марк Литтон                              | 14 сентября 1994                                           |
| 66      | 6          | «Начало конца» «Bloom of Doom»                                                   | Джон Стюарт        | Шерил Сабан                              | 17 сентября 1994                                           |
| 67      | 7          | «Зелёное сновидение» «The Green Dream»                                           | Джон Стюарт        | Стюарт Ст. Джон                          | 19 сентября 1994                                           |
| 68      | 8          | «Энергетический воришка» «The Power Stealer»                                     | Теренс Х. Уинклесс | Тони Оливер и Барбара А. Оливер          | 20 сентября 1994                                           |
| 69      | 9          | «Нашествие жуков» «The Beetle Invasion»                                          | Теренс Х. Уинклесс | Марк Хоффмейер                           | 21 сентября 1994                                           |
| 70      | 10         | «Добро пожаловать на остров Венеры» «Welcome to Venus Island»                    | Теренс Х. Уинклесс | Марк Хоффмейер                           | 24 сентября 1994                                           |
| 71      | 11         | «Песни под гитару» «The Song of Guitardo»                                        | Теренс Х. Уинклесс | Шелл Даниэльсон и Шуки Леви              | 26 сентября 1994                                           |
| 72      | 12         | «Конец зелёного рейнджера. Часть 1» «Green No More, Part I»                      | Джон Стюарт        | Стюарт Ст. Джон                          | 27 сентября 1994                                           |
| 73      | 13         | «Конец зелёного рейнджера. Часть 2» «Green No More, Part II»                     | Джон Стюарт        | Стюарт Ст. Джон                          | 28 сентября 1994                                           |
| 74      | 14         | «Без зелёного рейнджера» «Missing Green»                                         | Джон Стюарт        | Эллен Левай-Сарнофф и Дэниел Дж. Сарнофф | 3 октября 1994                                             |
| 75      | 15         | «Оркестр играет в парке» «Orchestral Maneuvers in the Park»                      | Джерри П. Джейкобс | Дуглас Слоун                             | 4 октября 1994                                             |
| 76      | 16         | «Красавица и чудовище» «Beauty and the Beast»                                    | Джон Стюарт        | Шерил Сабан                              | 10 октября 1994                                            |
| 77      | 17         | «Сияние. Часть 1» «White Light, Part I»                                          | Джонатан Тзачер    | Шуки Леви и Шелл Даниэльсон              | 17 октября 1994                                            |
| 78      | 18         | «Сияние. Часть 2» «White Light, Part II»                                         | Джонатан Тзачер    | Шуки Леви и Шелл Даниэльсон              | 18 октября 1994                                            |
| 79      | 19         | «Двое вместо одного» «Two for One»                                               | Джерри П. Джейкобс | Дуглас Слоун                             | 24 октября 1994                                            |
| 80      | 20         | «Противоположности притягиваются» «Opposites Attract»                            | Джерри П. Джейкобс | Шерил Сабан                              | 25 октября 1994                                            |
| 81      | 21         | «Адская мясорубка Зедда» «Zedd's Monster Mash»                                   | Джерри П. Джейкобс | Шерил Сабан                              | 28 октября 1994                                            |
| 82      | 22         | «Столкновение с ниндзя. Часть 1» «The Ninja Encounter, Part I»                   | Шуки Леви          | Шуки Леви и Шелл Даниэльсон              | 2 ноября 1994                                              |
| 83      | 23         | «Столкновение с ниндзя. Часть 2» «The Ninja Encounter, Part II»                  | Шуки Леви          | Шуки Леви и Шелл Даниэльсон              | 3 ноября 1994                                              |
| 84      | 24         | «Столкновение с ниндзя. Часть 3» «The Ninja Encounter, Part III»                 | Шуки Леви          | Шуки Леви и Шелл Даниэльсон              | 4 ноября 1994                                              |
| 85      | 25         | «Монстр на все четыре стороны» «A Monster of Global Proportions»                 | Джерри П. Джейкобс | Дуглас Слоун                             | 5 ноября 1994                                              |
| 86      | 26         | «Гипнотические волны Зедда» «Zedd Waves»                                         | Джерри П. Джейкобс | Марк Литтон                              | 7 ноября 1994                                              |
| 87      | 27         | «Посвящение в Рейнджеры. Часть 1» «The Power Transfer, Part I»                   | Джонатан Тзачер    | Джудд Линн                               | 8 ноября 1994                                              |
| 88      | 28         | «Посвящение в Рейнджеры. Часть 2» «The Power Transfer, Part II»                  | Джонатан Тзачер    | Джудд Линн                               | 9 ноября 1994                                              |
| 89      | 29         | «Белый танец Голдара» «Goldar's Vice-Versa»                                      | Теренс Х. Уинклесс | Дуглас Слоун                             | 12 ноября 1994                                             |
| 90      | 30         | «Зеркало печали» «Mirror of Regret»                                              | Теренс Х. Уинклесс | Шерил Сабан                              | 14 ноября 1994                                             |
| 91      | 31         | «Когда рейнджер не рейнджер» «When is a Ranger Not a Ranger?»                    | Джонатан Тзачер    | Джудд Линн                               | 15 ноября 1994                                             |
| 92      | 32         | «Рокки любит веселится» «Rocky Just Wants to Have Fun»                           | Теренс Х. Уинклесс | Марк Хоффмейер                           | 16 ноября 1994                                             |
| 93      | 33         | «Мотор идет, начали» «Lights, Camera, Action»                                    | Теренс Х. Уинклесс | Дэниел Дж. Сарнофф и Эллен Левай-Сарнофф | 17 ноября 1994                                             |
| 94      | 34         | «Нет дыма без огня» «Where There's Smoke, There's Fire»                          | Джон Стюарт        | Джерри П. Джейкобс                       | 21 ноября 1994                                             |
| 95      | 35         | «Охота на мусор» «Scavenger Hunt»                                                | Джон Стюарт        | Стюарт Ст. Джон                          | 22 ноября 1994                                             |
| 96      | 36         | «Спасение Букалы» «The Great Bookala Escape»                                     | Джон Стюарт        | Джудд Линн                               | 23 ноября 1994                                             |
| 97      | 37         | «Друзья на веки» «Forever Friends»                                               | Теренс Х. Уинклесс | Шерил Сабан                              | 28 ноября 1994                                             |
| 98      | 38         | «Рыбная история» «A Reel Fish Story»                                             | Теренс Х. Уинклесс | Эллен Левай-Сарнофф и Дэниел Дж. Сарнофф | 29 ноября 1994                                             |
| 99      | 39         | «Рейнджер он и в детстве Рейнджер. Часть 1» «Rangers Back in Time, Part I»       | Теренс Х. Уинклесс | Шуки Леви и Шелл Даниэльсон              | 4 февраля 1995                                             |
| 100     | 40         | «Рейнджер он и в детстве Рейнджер. Часть 2» «Rangers Back in Time, Part II»      | Теренс Х. Уинклесс | Шуки Леви и Шелл Даниэльсон              | 11 февраля 1995                                            |
| 101     | 41         | «Свадьба. Часть 1» «The Wedding, Part I»                                         | Шуки Леви          | Шуки Леви и Шелл Даниэльсон              | 13 февраля 1995                                            |
| 102     | 42         | «Свадьба. Часть 2» «The Wedding, Part II»                                        | Шуки Леви          | Шуки Леви и Шелл Даниэльсон              | 14 февраля 1995                                            |
| 103     | 43         | «Свадьба. Часть 3» «The Wedding, Part III»                                       | Шуки Леви          | Шуки Леви и Шелл Даниэльсон              | 15 февраля 1995                                            |
| 104     | 44         | «Возвращение Зелёного Рейнджера. Часть 1» «Return of the Green Ranger, Part I»   | Шуки Леви          | Шуки Леви                                | 20 февраля 1995                                            |
| 105     | 45         | «Возвращение Зелёного Рейнджера. Часть 2» «Return of the Green Ranger, Part II»  | Шуки Леви          | Шуки Леви                                | 21 февраля 1995                                            |
| 106     | 46         | «Возвращение Зелёного Рейнджера. Часть 3» «Return of the Green Ranger, Part III» | Шуки Леви          | Шуки Леви и Шелл Даниэльсон              | 22 февраля 1995                                            |
| 107     | 47         | «Лучший кандидат» «Best Man for the Job»                                         | Джон Вейл          | Марк Хоффмейер                           | 29 апреля 1995                                             |
| 108     | 48         | «В гостях у сказки. Часть 1» «Storybook Rangers, Part I»                         | Джон Вейл          | Дуглас Слоун и Шерил Сабан               | 1 мая 1995                                                 |
| 109     | 49         | «В гостях у сказки. Часть 2» «Storybook Rangers, Part II»                        | Джон Вейл          | Дуглас Слоун и Шерил Сабан               | 2 мая 1995                                                 |
| 110     | 50         | «Рейнджеры с дикого запада. Часть 1» «Wild West Rangers, Part I»                 | Арман Гарабидян    | Марк Литтон                              | 8 мая 1995                                                 |
| 111     | 51         | «Рейнджеры с дикого запада. Часть 2» «Wild West Rangers, Part II»                | Арман Гарабидян    | Марк Литтон                              | 9 мая 1995                                                 |
| 112     | 52         | «Не совсем Билли» «Blue Ranger Gone Bad»                                         | Джон Вейл          | Джудд Линн                               | 20 мая 1995                                                |

### Третий сезон (1995)
| № общий | № в сезоне | Название                                                                   | Режиссёр           | Автор сценария              | Дата премьеры    |
| ------- | ---------- | -------------------------------------------------------------------------- | ------------------ | --------------------------- | ---------------- |
| 113     | 1          | «Друг в беде, часть 1» «A Friend in Need, Part I»                          | Уорт Китер         | Шуки Леви и Шелл Даниэльсон | 2 сентября 1995  |
| 114     | 2          | «Друг в беде, часть 2» «A Friend in Need, Part II»                         | Уорт Китер         | Шуки Леви и Шелл Даниэльсон | 9 сентября 1995  |
| 115     | 3          | «Друг в беде, часть 3» «A Friend in Need, Part III»                        | Уорт Китер         | Шуки Леви и Шелл Даниэльсон | 9 сентября 1995  |
| 116     | 4          | «Зов Ниндзя, часть 1» «Ninja Quest, Part I»                                | Теренс Х. Уинклесс | Шуки Леви и Шелл Даниэльсон | 11 сентября 1995 |
| 117     | 5          | «Зов Ниндзя, часть 2» «Ninja Quest, Part II»                               | Теренс Х. Уинклесс | Шуки Леви и Шелл Даниэльсон | 12 сентября 1995 |
| 118     | 6          | «Зов Ниндзя, часть 3» «Ninja Quest, Part III»                              | Теренс Х. Уинклесс | Шуки Леви и Шелл Даниэльсон | 13 сентября 1995 |
| 119     | 7          | «Зов Ниндзя, часть 4» «Ninja Quest, Part IV»                               | Теренс Х. Уинклесс | Шуки Леви и Шелл Даниэльсон | 14 сентября 1995 |
| 120     | 8          | «Французская живопись» «A Brush with Destiny»                              | Теренс Х. Уинклесс | Жиль Вилер                  | 18 сентября 1995 |
| 121     | 9          | «Загадка фонаря» «Passing the Lantern»                                     | Арман Гарабидян    | Кати Роки                   | 19 сентября 1995 |
| 122     | 10         | «Учитель на день» «Wizard for a Day»                                       | Арман Гарабидян    | Марк Хоффмейер              | 20 сентября 1995 |
| 123     | 11         | «Четвёртый длинный» «Fourth Down and Long»                                 | Арман Гарабидян    | Марк Литтон                 | 23 сентября 1995 |
| 124     | 12         | «Остановите Мастера ненависти, часть 1» «Stop the Hate Master, Part I»     | Боб Рэдлер         | Стюарт Ст. Джон             | 25 сентября 1995 |
| 125     | 13         | «Остановите Мастера ненависти, часть 2» «Stop the Hate Master, Part II»    | Боб Рэдлер         | Стюарт Ст. Джон             | 26 сентября 1995 |
| 126     | 14         | «Последняя личина» «Final Face-Off»                                        | Арман Гарабидян    | Дуглас Слоун                | 2 октября 1995   |
| 127     | 15         | «Любовное зелье» «The Potion Notion»                                       | Боб Рэдлер         | Джеки Маршан                | 9 октября 1995   |
| 128     | 16         | «Кошмар на Рождество» «I'm Dreaming of a White Ranger»                     | Дуглас Слоун       | Рон Милбауэр и Терри Хьюз   | 23 ноября 1995   |
| 129     | 17         | «Катастрофа, часть 1» «A Ranger Catastrophe, Part I»                       | Дуглас Слоун       | Дуглас Слоун                | 16 октября 1995  |
| 130     | 18         | «Катастрофа, часть 2» «A Ranger Catastrophe, Part II»                      | Дуглас Слоун       | Дуглас Слоун                | 17 октября 1995  |
| 131     | 19         | «Похищение зордов, часть 1» «Changing of the Zords, Part I»                | Джонатан Тзачер    | Стюарт Ст. Джон             | 31 октября 1995  |
| 132     | 20         | «Похищение зордов, часть 2» «Changing of the Zords, Part II»               | Джонатан Тзачер    | Стюарт Ст. Джон             | 1 ноября 1995    |
| 133     | 21         | «Похищение зордов, часть 3» «Changing of the Zords, Part III»              | Джонатан Тзачер    | Стюарт Ст. Джон             | 2 ноября 1995    |
| 134     | 22         | «В погоне за такси» «Follow That Cab!»                                     | Теренс Х. Уинклесс | Шуки Леви и Шелл Даниэльсон | 4 ноября 1995    |
| 135     | 23         | «Розовый с другим оттенком, часть 1» «A Different Shade of Pink, Part I»   | Боб Рэдлер         | Дуглас Слоун                | 6 ноября 1995    |
| 136     | 24         | «Розовый с другим оттенком, часть 2» «A Different Shade of Pink, Part II»  | Боб Рэдлер         | Дуглас Слоун                | 7 ноября 1995    |
| 137     | 25         | «Розовый с другим оттенком, часть 3» «A Different Shade of Pink, Part III» | Боб Рэдлер         | Дуглас Слоун                | 8 ноября 1995    |
| 138     | 26         | «Лаваш Риты» «Rita's Pita»                                                 | Теренс Х. Уинклесс | Джеки Маршан                | 11 ноября 1995   |
| 139     | 27         | «Ещё один кирпич в стене» «Another Brick in the Wall»                      | Теренс Х. Уинклесс | Марк Хоффмейер              | 13 ноября 1995   |
| 140     | 28         | «Обезьяна» «A Chimp in Charge»                                             | Теренс Х. Уинклесс | Дуглас Слоун                | 18 ноября 1995   |
| 141     | 29         | «Король Зол, часть 1» «Master Vile and the Metallic Armor, Part I»         | Боб Рэдлер         | Марк Литтон                 | 20 ноября 1995   |
| 142     | 30         | «Король Зол, часть 2» «Master Vile and the Metallic Armor, Part II»        | Боб Рэдлер         | Марк Литтон                 | 21 ноября 1995   |
| 143     | 31         | «Король Зол, часть 3» «Master Vile and the Metallic Armor, Part III»       | Боб Рэдлер         | Марк Литтон                 | 22 ноября 1995   |
| 144     | 32         | «Песни мимо нот» «The Sound of Dischordia»                                 | Марко Гарибальди   | Стюарт Ст. Джон             | 25 ноября 1995   |
| 145     | 33         | «Назад в детство» «Rangers in Reverse»                                     | Марко Гарибальди   | Дуглас Слоун                | 27 ноября 1995   |